# Yong Mei
Pour les articles homonymes, voir Mei.
Yong Mei, née le 14 février 1970 est une actrice chinoise.

## Filmographie

### Au cinéma
- 2003 : Shou ji : Xiao Su
- 2005 : Student Abroad
- 2005 : Zhong Guo shi li hun
- 2009 : Ren dao zhong nian
- 2010 : Océan paradis : Principal Tan
- 2010 : Tremblement de terre à Tangshan : Aunt
- 2012 : Xuan Ya
- 2013 : Present
- 2013 : Qing chun pai de Liu Jie
- 2014 : One Day: Present
- 2014 : You yi tian
- 2015 : The Assassin de Hou Hsiao-hsien : Yinniang' Mère
- 2017 : Mi Guo : Mère Yu
- 2018 : Zhan shen ji : Hoelun
- 2019 : So Long, My Son (Di jiu tian chang) de Wang Xiaoshuai : Liyun Wang

## Récompenses et distinctions
- Berlinale 2019 : Ours d'argent de la meilleure actrice pour So Long, My Son[1].